# Doraemon: Nobita và hiệp sĩ rồng
Doraemon: Nobita và hiệp sĩ rồng (ドラえもん のび太と竜の騎士 Doraemon: Nobita to Ryū no kishi) là phim khoa học viễn tưởng 1987 của đạo diễn Shibayama Tsutomu kể về Suneo vô tình lạc được người trong lòng đất cứu thoát. Nobita và những người bạn đến đây đưa cậu về và vô tình phát hiện ra âm mưu thay đổi lịch sử loài người của người trong lòng đất. Sau đó những chương truyện được tác giả Fujiko F. Fujio đăng trên tạp chí CoroCoro Comic từ tháng 11 năm 1986 đến tháng 3 năm 1987 và được Shogakukan tập hợp lại phát hành một cuốn truyện dài hoàn chỉnh. Bộ truyện cũng được Nhà xuất bản Kim Đồng phát hành với tên cũ là Cuộc phiêu lưu vào lòng đất. Thể loại: hành động, phiêu lưu, hài hước, tưởng tượng. Đây là tác phẩm thứ 8 trong loạt truyện dài và phim chủ đề Doraemon, tác phẩm thứ 2 có motif về khủng long. Toho đã phát hành phim trong định dạng băng và đĩa DVD tại Nhật Bản còn tại Việt Nam do Công ty điện ảnh Thành phố Hồ Chí Minh phát hành 2 VCD không bản quyền với tên gọi Quái vật hồ Loch Ness. Ca khúc mở đầu phim là "Doraemon no Uta" (ドラえもんのうた, dịch nghĩa Bài hát về Doraemon) do Ōsugi Kumiko trình bày và ca khúc kết thúc là "Tomodachi Dakara" (友達だから, dịch nghĩa Vì chúng ta là bạn bè) do Ōyama Nobuyo trình bày.
Tại Tây Ban Nha phim được phát hành dưới định dạng DVD vào ngày 25 tháng 4 năm 2007.

## Nội dung

Bìa truyện Nobita và hiệp sĩ rồng

Doraemon đã tạo ra một hang động dưới lòng đất để cho mọi người nghỉ ngơi, và sẵn đó Nobita có thể giấu đi những bài kiểm tra điểm "0". Nhưng không may Suneo đã bị lạc. Sau đó mọi người quay trở về nhà ngoại trừ Suneo. Ngay khi biết điều đó mọi người đã quay lại tìm kiếm nhưng chiếc vòng thông với hang động đã bị hư. Họ đã phải tìm một đường khác nối với hang động và đi vào thế giới của những con khủng long. Banho, một người dưới lòng đất, chính anh ta đã giải cứu và nói là anh ta đã nhìn thấy Suneo. Khi mọi người tìm thấy Suneo và Nobita tình cờ nghe thấy kế hoạch người Vanho, đó là âm mưu xâm lược Trái Đất, nhóm Doraemon bỏ trốn nhưng bị bắt lại. Sau đó, người Vanho đã dùng chiếc phi thuyền quay trở về 65 triệu năm trước để tìm hiểu nguyên nhân của thảm họa mà họ cho rằng do loài người gây ra. Thảm họa xảy ra quá nhanh khiến người Vanho chưa kịp nhận ra kẻ thù, Doraemon đã giải thích giúp họ là do sự kiện tuyệt chủng kỷ Creta-Paleogen và cứu những con khủng long đáng thương.

## Sản xuất
- Bộ phim là sản phẩm[1] của:
  - Hãng hoạt hình Shinei (Shinei Animation).
  - Nhà xuất bản Shogakukan.
  - Hãng truyền hình Asahi.

## Phân vai
| Nhân vật                  | Diễn viên lồng tiếng Nhật                                                                                  |
| ------------------------- | --- |
| Doraemon                  | Ōyama Nobuyo                                                                                               |
| Nobita                    | Ohara Noriko                                                                                               |
| Shizuka                   | Nomura Michiko                                                                                             |
| Suneo                     | Kimotsuki Kaneta                                                                                           |
| Jaian                     | Tatekabe Kazuya                                                                                            |
| Mẹ Nobita                 | Chijimatsu Sachiko                                                                                         |
| Mẹ Jaian                  | Aoki Kazuyo                                                                                                |
| Mẹ Suneo                  | Ohtori Yoshino                                                                                             |
| Row                       | Koujiro Chie                                                                                               |
| Pháp sư                   | Ohtsuka Chikao                                                                                             |
| Banho                     | Hori Hideyuki                                                                                              |
| Người đứng đầu lòng đất   | Kitamura Koichi                                                                                            |
| Người chất vấn            | Kato Masayuki                                                                                              |
| Vua                       | Iwaoki Soshiro                                                                                             |
| Chỉ huy Binh đoàn         | Tanaka Nobuo                                                                                               |
| cậu nhóc                  | Ogai Youko                                                                                                 |
| Những người dưới lòng đất | Hiroyuki Nashimoto, Isamu Tanonaka, Masashi Hironaka, Ryo Horikawa, Tsutomu Kashiwakura, Yonehiko Kitagawa |